# Église Saint-Martin de Tourinnes-la-Grosse
L'église Saint-Martin est une église romane située à Tourinnes-la-Grosse, section de la commune belge de Beauvechain en Brabant wallon.

## Historique
La nef de l'église Saint-Martin de Tourinnes-la-Grosse est datée du Xe siècle .
L'église fait l'objet d'un classement au titre des monuments historiques de Wallonie depuis le 5 décembre 1946 sous la référence 25005-CLT-0001-01 et est reprise sur la liste du patrimoine immobilier exceptionnel de la Wallonie sous la référence  25005-PEX-0001-04
Elle figure par ailleurs à l'Inventaire du patrimoine immobilier culturel de la Wallonie sous la référence 25005-INV-0060-02.

### Architecture intérieure

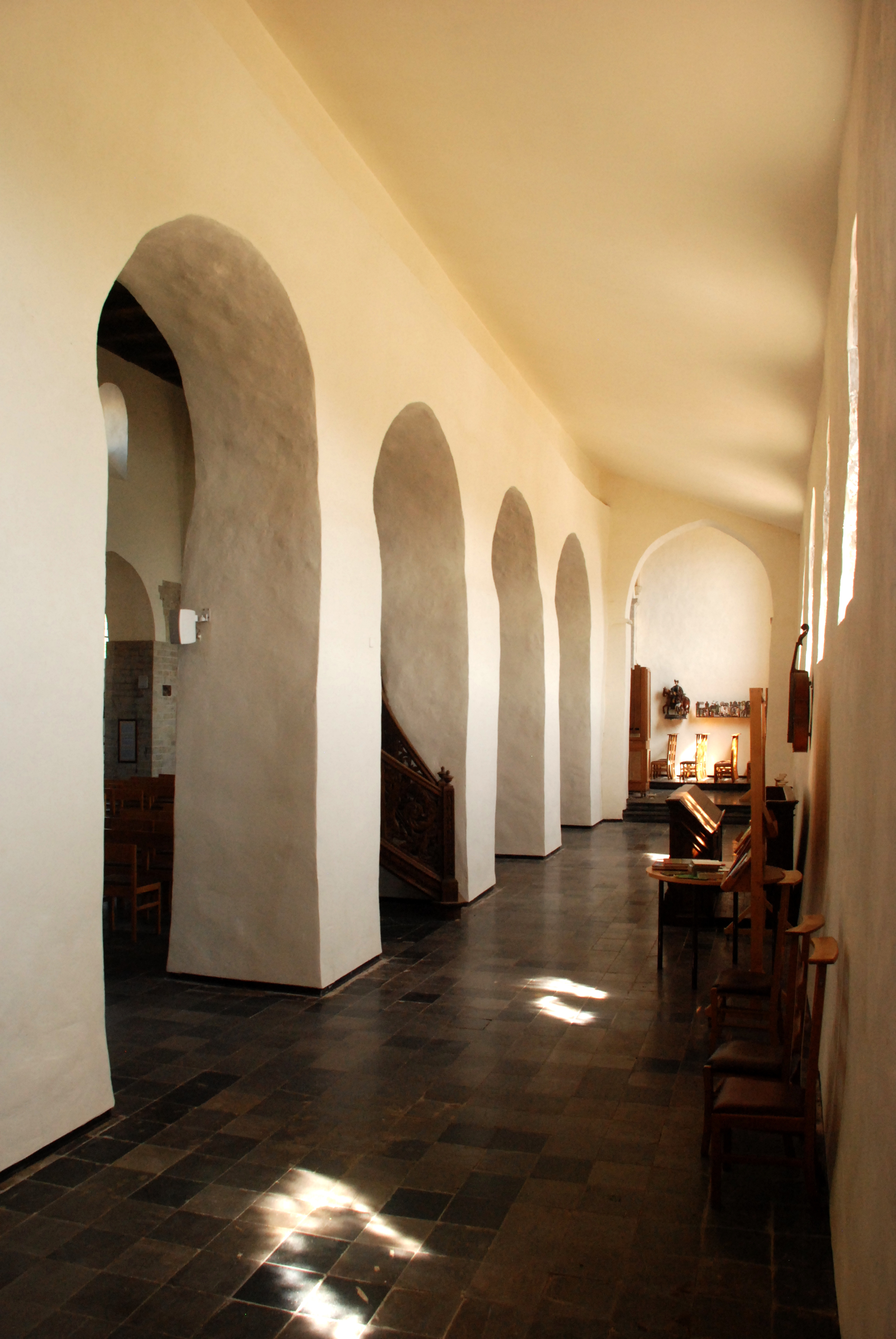
Le collatéral droit.

## Architecture

### Architecture extérieure

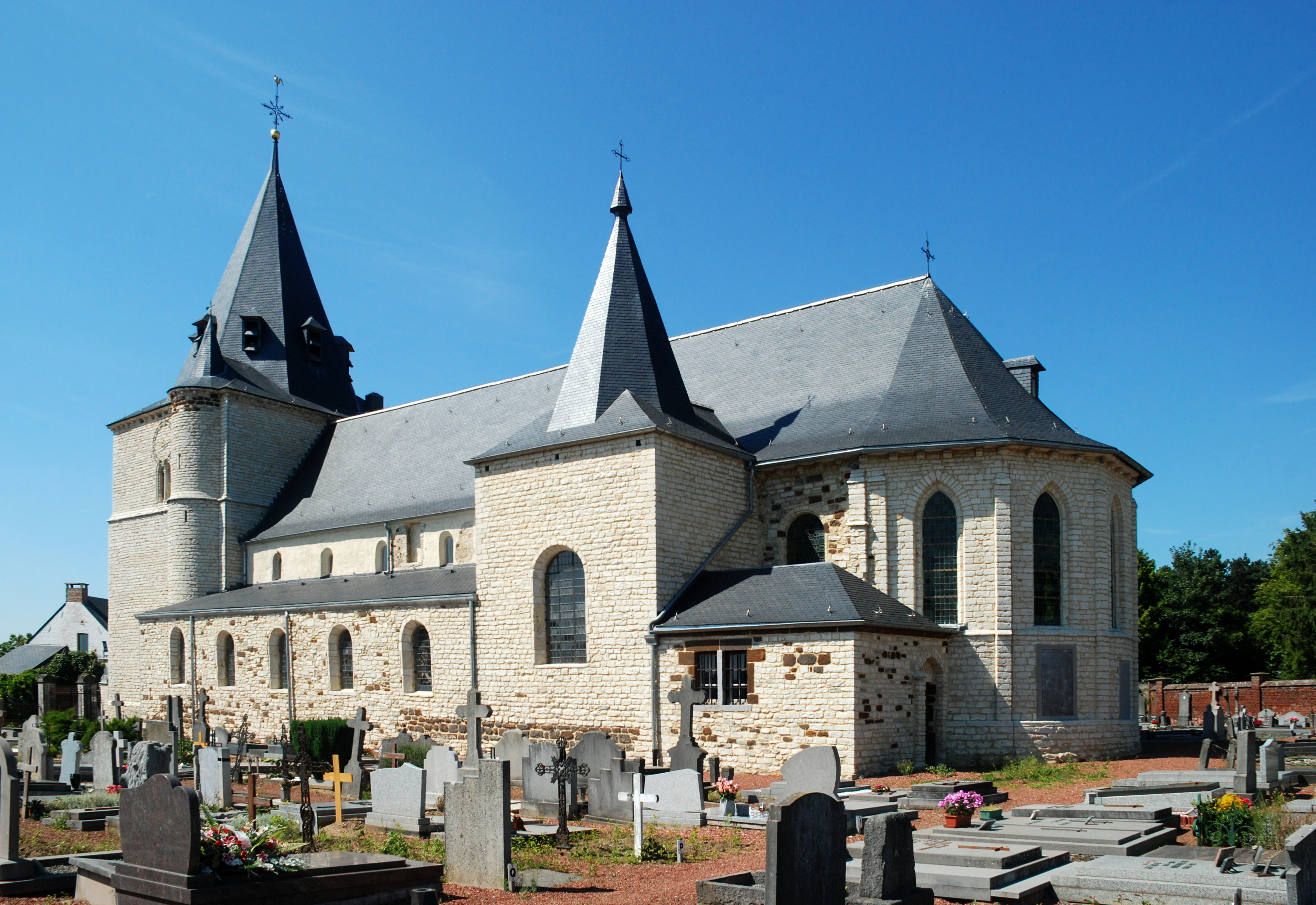
L'église vue du sud-est .
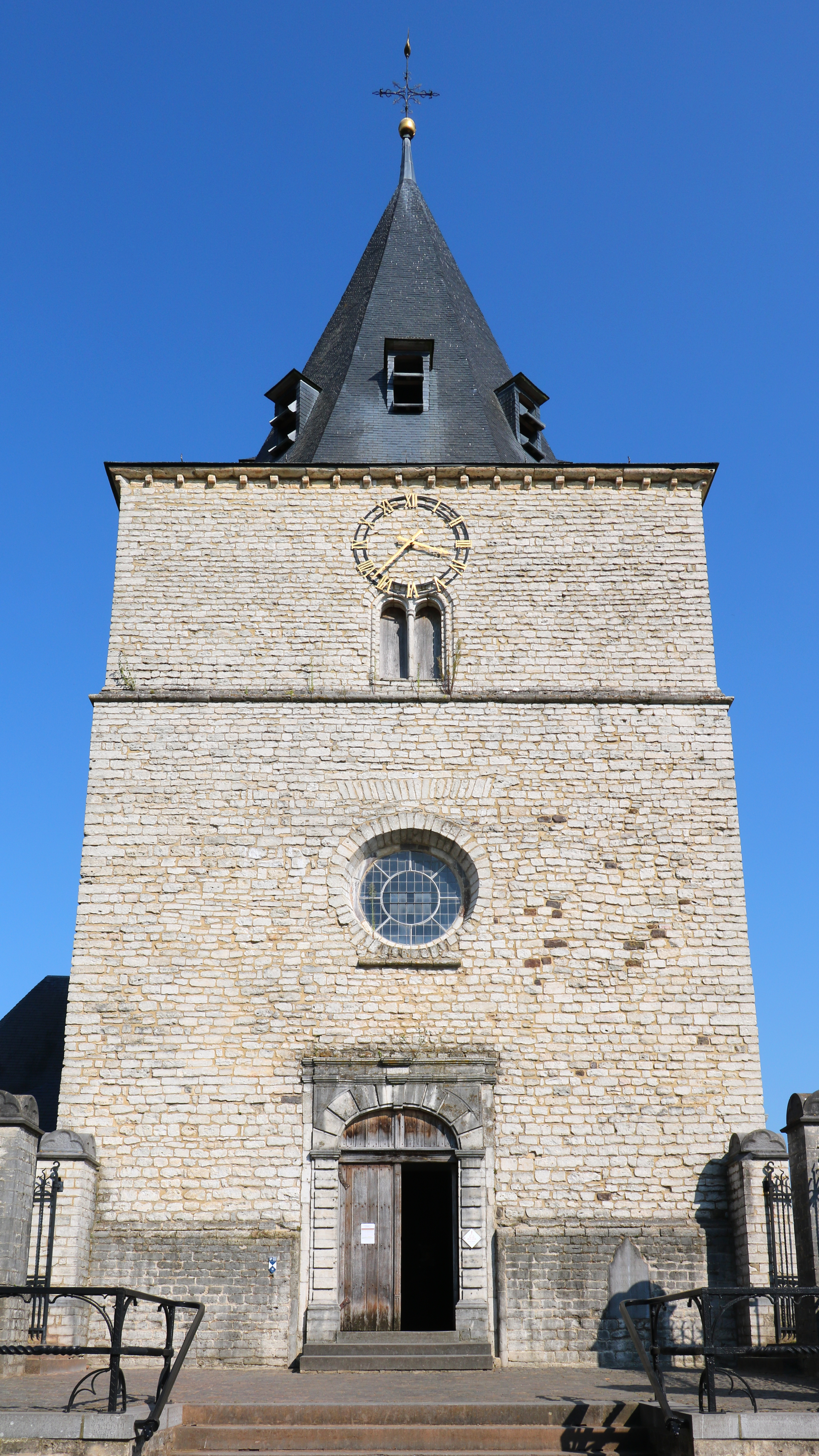
La tour vue de face.
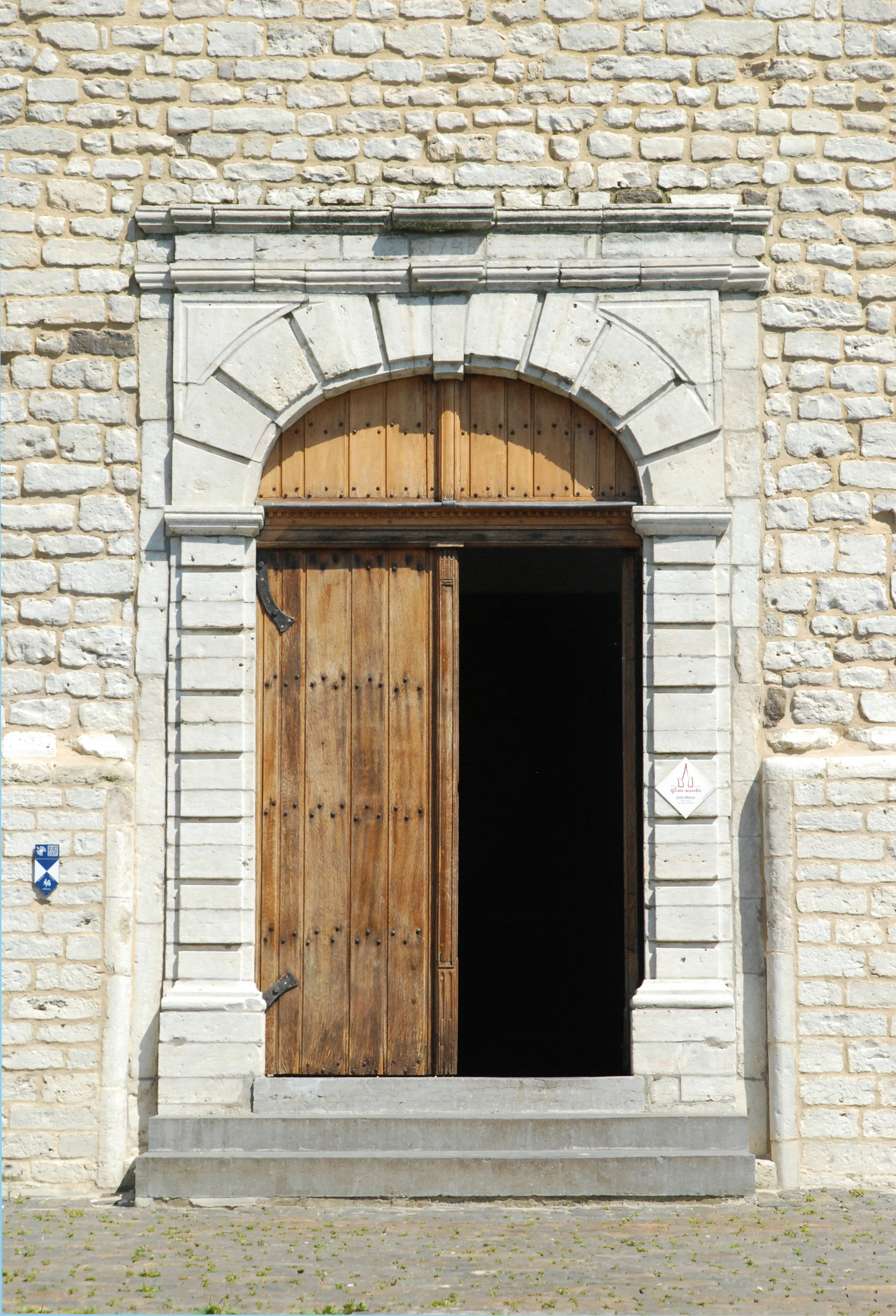
Le portail de 1746.
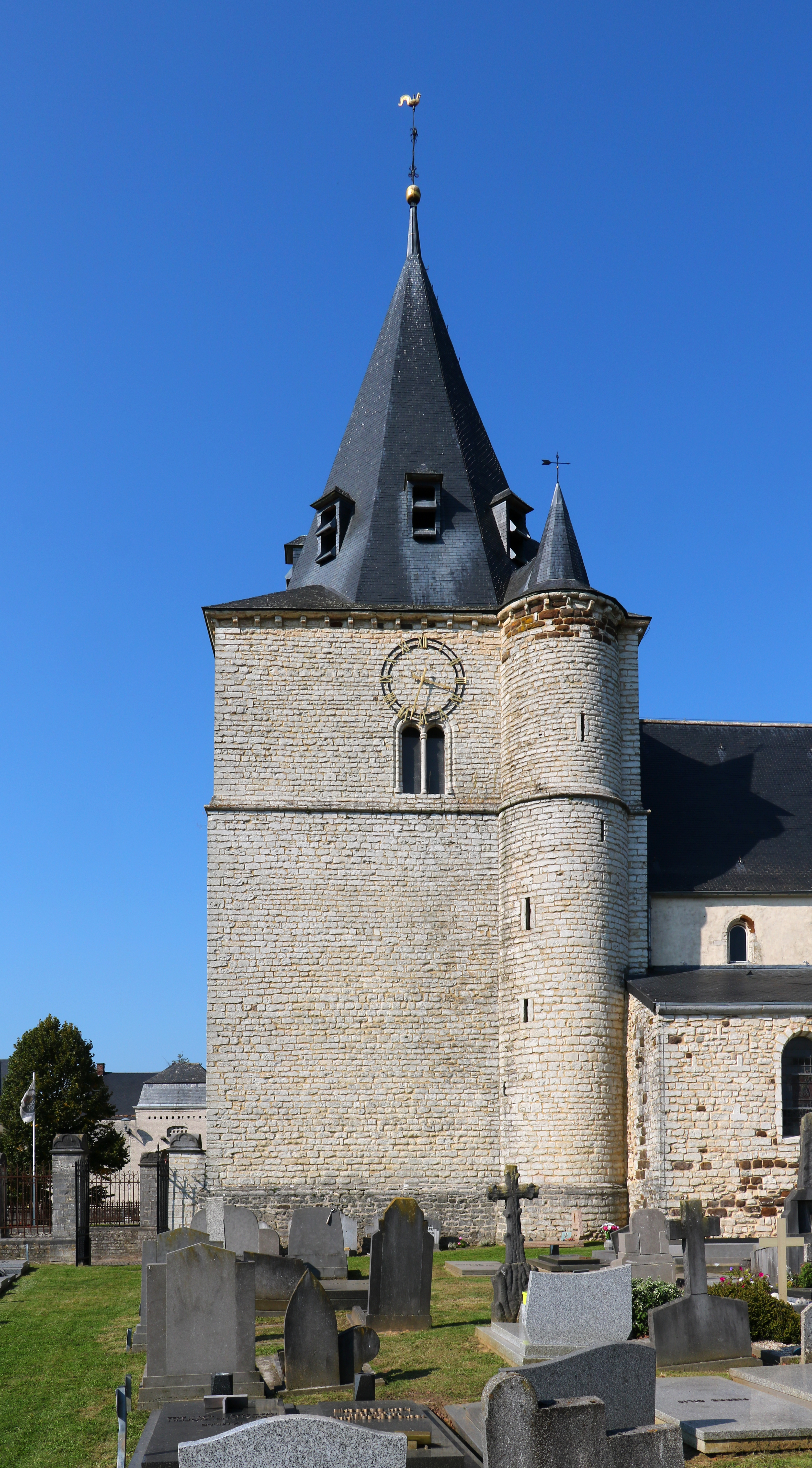
La tour vue de côté.
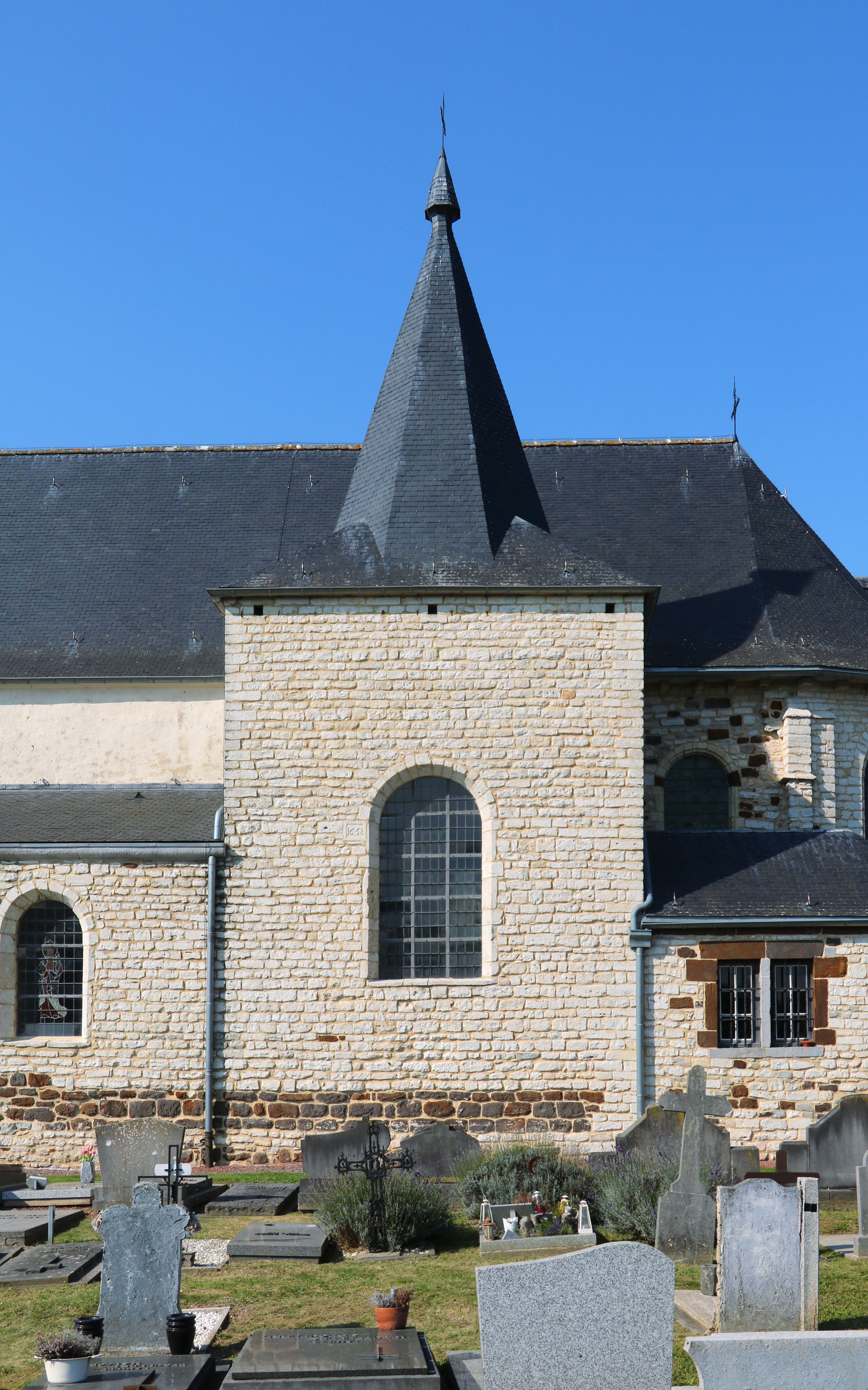
Le transept de 1658.
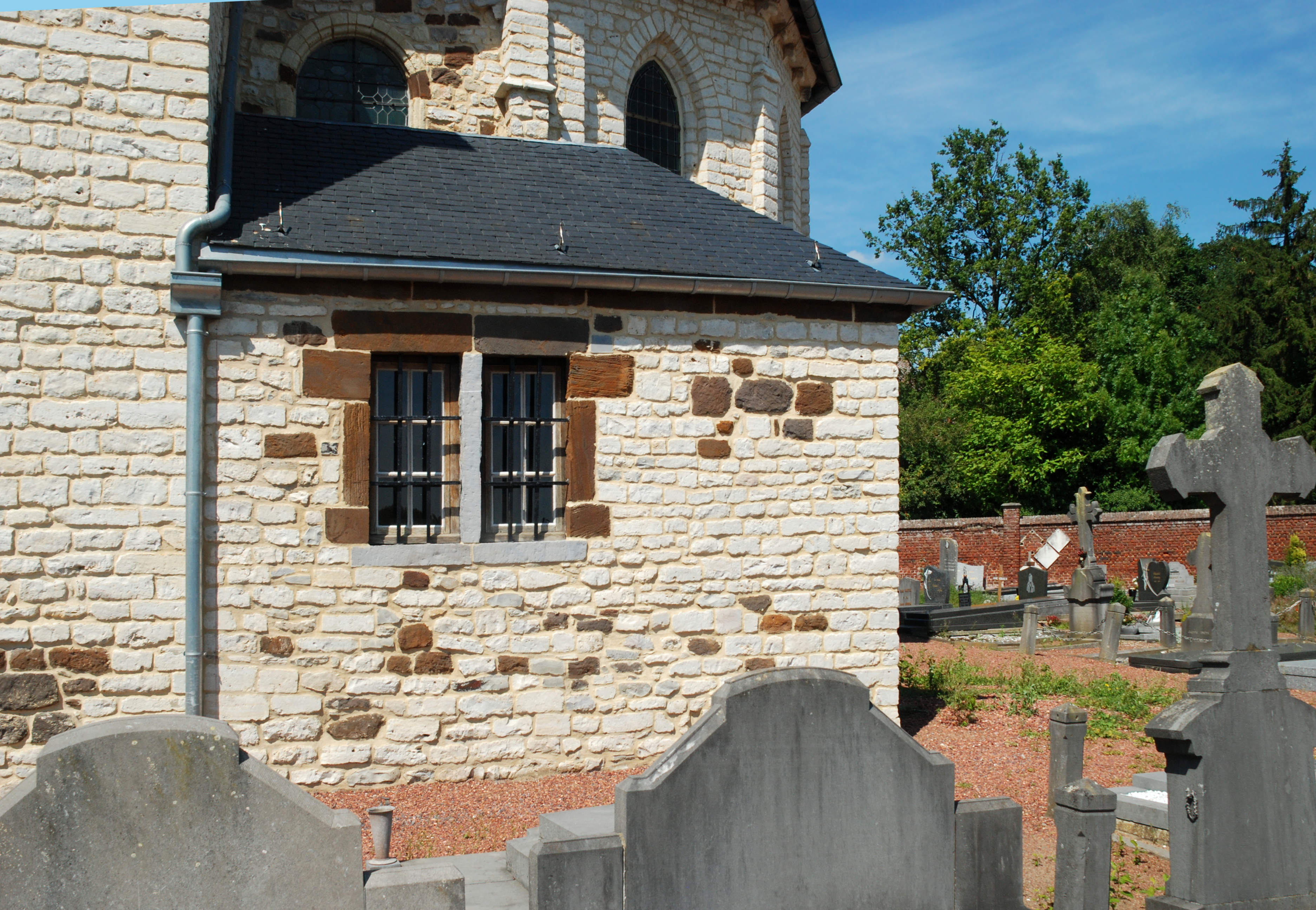
La sacristie.